# Франкфуртер Ринг (станция метро)
«Франкфуртер Ринг» (нем. Frankfurter Ring) — станция Мюнхенского метрополитена, расположенная на линии . Станция находится в районе Мильбертсхофен (нем. Milbertshofen).

## История
Открыта 20 ноября 1993 года в составе участка «Шайдплац» — «Дюльферштрассе». Она названа в честь перекрестка главной дороги, которая получила свое название в честь банковского мегаполиса Франкфурт-на-Майне.

## Архитектура и оформление
Станция была спроектирована архитектурным бюро «Braun + Hesselberger» в сотрудничестве с муниципальным подразделением метро, дизайн настенной мозаики был разработан Майклом Брауном и Рикардой Дитц.

## Пересадки
Проходят автобусы следующих линий: X50, 50, 150, 177, 178.